# Stéphanie de Lannoy
Pour les articles homonymes, voir Lannoy (homonymie).
Pour les autres membres de la famille, voir Maison de Lannoy.
Stéphanie de Lannoy, née le 18 février 1984 à Renaix en Belgique, est l'épouse du prince Guillaume de Luxembourg, grand-duc héritier de Luxembourg.

## Biographie

### Famille
Stéphanie Marie Claudine Christine de Lannoy est le huitième et dernier enfant du comte Philippe de Lannoy (1922-2019) et de la comtesse, née Alix della Faille de Leverghem (1941-2012). Elle passe son enfance dans la propriété familiale d'Anvaing, en Province de Hainaut. Par sa grand-mère, elle descend également des princes de Ligne.
Le 26 août 2012, la mère de la comtesse Stéphanie, la comtesse Alix de Lannoy, meurt des suites d’un accident vasculaire cérébral.

### Études
Stéphanie a étudié en néerlandais à l’école Sancta Maria de Renaix pendant ses études primaires. Puis elle a passé deux ans au Collège Sainte-Odile dans le nord de la France et a achevé son cursus secondaire à l’Institut de la Vierge Fidèle de Bruxelles. Elle y obtient son diplôme de fin d’études en 2002.
À 18 ans, elle part vivre à Moscou pendant un an pour étudier la langue et la littérature russe et approfondir sa maîtrise du violon.
La comtesse poursuit ses études à l'Université catholique de Louvain en philologie germanique. Elle termine ses études à Berlin où elle présente un travail de fin d’études sur l’influence du romantisme allemand sur le romantisme russe.
Elle reste à Berlin pour un stage à l’Agence Wallonne à l’Exportation au sein de l’ambassade de Belgique. Après son retour en Belgique, elle travaille dans une société d’investissement.

### Mariage et descendance

Monogramme de Guillaume et Stéphanie de Luxembourg

Le 26 avril 2012, le maréchalat de la Cour grand-ducale annonce les fiançailles du grand-duc héritier avec la comtesse Stéphanie de Lannoy. La cérémonie civile se déroule le 19 octobre 2012, à la mairie de Luxembourg. Le mariage religieux est célébré dans la cathédrale de Luxembourg le lendemain  20 octobre 2012.
La grande-duchesse héritière Stéphanie est un des quatre membres du conseil d'administration de la Fondation Grand-Duc Henri et Grande-Duchesse Maria-Teresa de Luxembourg, créée par ses beaux-parents.
Dans le domaine culturel, la grande-duchesse héritière Stéphanie accorde son Haut Patronage depuis 2013 à l'Association des amis des musées d'art et d'histoire de Luxembourg, et est la présidente du conseil d'administration du Musée d'Art moderne Grand-Duc Jean (MUDAM) de Luxembourg depuis janvier 2016. 
Durant l'année académique 2018-2019, les grands-ducs héritiers s'installent à Londres :  Guillaume suit un cycle de formation postuniversitaire au Royal College of Defence Studies, tandis que Stéphanie suit une formation en histoire de l'art au Sotheby's Institute.  A leur retour au grand-duché à l'automne 2019, ils s'installent au château de Fischbach, qui était vide à la suite du décès du grand-duc Jean quelques mois plus tôt.
Guillaume et Stéphanie sont les parents de deux fils, bénéficiant du traitement d'altesse royale :
- le prince Charles Jean Philippe Joseph Marie Guillaume, prince de Nassau et de Bourbon-Parme, né le 10 mai 2020 à Luxembourg[5] ;
- le prince François Henri Luis Marie Guillaume, prince de Nassau et de Bourbon-Parme, né le 27 mars 2023 à Luxembourg[6].

### Cousinage avec Guillaume
Ils sont tous deux descendants de Charles Marie Raymond d'Arenberg, 5e duc d'Arenberg, et de Louise-Marguerite de La Marck. Ils ont en outre plusieurs milliers d'autres liens de parenté plus éloignés que le précédent.

### Cousinage légendaire
La légende raconte que Stéphanie de Lannoy serait cousine du président Franklin Delano Roosevelt, légende qui proviendrait du président américain lui-même : il aimait beaucoup l'Europe et le Luxembourg et il lui plaisait de se croire lié à l'une de ces grandes familles.

### Nationalité
Elle obtient la nationalité luxembourgeoise le 10 octobre 2012 à la faveur d'une loi promulguée spécialement en ce sens, lui permettant de ne pas avoir à respecter la procédure et les conditions d'acquisition de la nationalité luxembourgeoise par voie de naturalisation définies par la loi (notamment la condition de résidence et l'épreuve d’évaluation de la langue luxembourgeoise parlée).

## Intérêts et loisirs
Stéphanie aime la musique classique. Dès son plus jeune âge, elle étudie le solfège, apprend à jouer du piano puis du violon. Elle se passionne également pour la lecture depuis l'adolescence. La maîtrise par la princesse de plusieurs langues lui permet des lectures en version originale.
Elle a voyagé avec des mouvements de jeunesse en s’impliquant dans le bénévolat et pratique le ski et la natation. En plus du français qui est sa langue maternelle, elle parle couramment allemand, anglais, néerlandais, russe et luxembourgeois.

## Titulature
- 18 février 1984- 20 octobre 2012 : Mademoiselle la comtesse Stéphanie de Lannoy (naissance) ;
- depuis le 20 octobre 2012 : Son Altesse royale la princesse Stéphanie, grande-duchesse héritière de Luxembourg, princesse de Nassau et de Bourbon-Parme, comtesse de Lannoy (mariage).

## Décorations
- Luxembourg : Grand-Croix de l'ordre d'Adolphe de Nassau [11]
- Portugal : Grand-Croix de l'ordre du Mérite (Portugal) [12]
- Pays-Bas : Grand-Croix de l'ordre d'Orange-Nassau [13]
- Belgique : Grand-croix de l'ordre de la Couronne (2019)[14].